# فهرست جاهای تاریخی بابل
این نوشتار به فهرست اماکن مذهبی و تاریخی شهر بابل می‌پردازد.
 بقعه امامزاده قاسم: 

این آرامگاه که معروف به آستانه می‌باشد، در مرکز شهر بابل واقع شده‌است.
 عروس چشمه تنهاکلا: 

این چشمه در روستای تنهاکلا بخش بندپی شرقی بابل قرار دارد.
 بقعه امامزاده یحیی: 

این بقعه در سبزه میدان، خیابان فرهنگ پنجم واقع شده‌است.
 سقانفار تنهاکلا: 

این سقاخانه در روستای تنهاکلا بخش بندپی شرقی بابل قرار دارد.
 بقعه امامزاده عبدالله: 

این بقعه در بخش مرکزی شهرستان بابل و در روستای چمازکلا واقع شده‌است.
 بقعه سلطان محمدطاهر: 

این بقعه در روستای سلطان محمد طاهر واقع در بخش مرکزی شهرستان بابل قرار دارد.
آرامگاه درویش فخرالدین: 

این آرامگاه در منطقه موزیرج شهرستان بابل قرار دارد.
 مسجد جامع: 

این مسجد در بخش مرکزی شهرستان بابل قرار دارد.
 مقبره امامزاده علی: 

این مقبره در روستای درازکلا، بخش بابل کنار شهرستان بابل قرار دارد.
 آرامگاه درویش یوسف: 

این آرامگاه در بخش بندپی غربی شهرستان بابل واقع شده‌است.
 تکیه پیرعلم: 

این تکیه در بخش مرکزی شهرستان بابل و در شهر بابل واقع شده‌است.
 تکیه روستای مقریکلا: 

این تکیه در بخش بندپی غربی شهرستان بابل قرار دارد.
 تکیه حصیرفروشان: 

این تکیه در بخش مرکزی شهرستان بابل و در شهر بابل واقع شده‌است.
 امامزاده محمد مشهد سرا: 

آرامگاه این امامزاده در بخش گتاب شهرستان بابل قرار دارد.
اماکن تاریخی
کاروانسرا:

بابل به عنوان یک مرکز تجاری که دارای کارونسراها و دکان‌های معتبر بوده‌است، توجه ناصرالدین شاه را در ۱۲۹۲ ه‍.ق هنگامی که وی در حال انجام دومین سفر خودبه مازندران بود، جلب کرده وی در سفرنامه خود نوشته‌است، شهربارفروش از بلاد معظمه مازندران و پرجمعیت و مرکز تجارت شده‌است، وکاروانسرا دکاکین معتبره دارد،
تعدادی از کاروانسراهای معروف بابل:
1. کاروانسرای شاه عباس (اثری از آن اکنون نیست)
2. کاروانسرای امین الملک
3. کاروانسرای ملک (در سال ۷۱ بر اثر آتش‌سوزی قسمتی از آن در آتش سوخت)
4. کاروانسرای معتمد (چهارسوق)
5. کاروانسرای حضرت (چهارسوق)
6. کاروانسرای سه راه چال (چهارسوق)
7. کاروانسرای قیصریه (چهارسوق)
8. کاروانسرای حاج محمدحسن (در محله بازار)
9. کاروانسرای ارس (در محله بازار)
10. کاروانسرای حاجی علیرضا بلورچی (در محله بازار اول چهارراه شهدا)
11. کاروانسرای لعلی (در محله بیسر تکیه که بخش عمده آن تخریب شد)
12. کاروانسرای حاج علی اکبر سبزعلیان (شهدا)
13. کاروانسرای شهمیری (نزدیک سه راه مسجد جامع)
14. کاروانسرای حاج محمدعلی ایمانی (در محله سه راه فرهنگ)
15. کاروانسرای داداشپور (سه راه فرهنگ)
16. کاروانسرای پلنگ (سبزه میدان)
17. کاروانسرای حاج کریم کریمی (چهارسوق که اکنون اثری از آن نیست)
18. کاروانسرای حاجی طالبیان (در محله اوجابن که تبدیل به آهن فروشی شده‌است)
19. کاروانسرای مفتخرالممالک (شهریارپور فعلی)
20. کاروانسرای دقیق (سنگ پل که اکنون تخریب شده‌است)
21. کاروانسرای آقا سید حسن مولانا (محل اتراق میرزا رضا کرمانی قبل از ترور ناصرالدین شاه که متأسفانه این کاروانسرا نیز به پاساژ تبدیل شده‌است)

 کاخ شاپور: 

از یادمان‌های شهر بابل در استان مازندران ایران است.
در جنوب بارفروش در عصر صفوی دریاچه‌ای وجود داشت که در میان آن جزیره‌ای بسیار زیبا واقع بود که آب آن از رودی به نام آقارود که شعبه‌ای از بابلرود بود تأمین می‌شده‌است. شاه عباس اول که به مازندران عشق می‌ورزید در این جزیره، که آن را باغ شاه نامید، عماراتی عالی بنیان نهاد تا این نقطه تفرجگاهی برای وی و دولتخانهٔ حاکم بارفروش‌ده باشد. همهٔ سیاحان و سفرنامه نویسانی که از بارفروش دیدن کرده‌اند به وصف عمارات دلکش و باغات دلگشای این جزیره پرداخته‌اند. جزیره، پر از درختان نارنج و مرغزاری باشکوه و نخجیرگاهی مورد آرزو بود و سطح دریاچه پوشیده از گل‌های نیلوفر آبی و انواع و اقسام پرندگان، به ویژه مرغابی بود. جزیره از عهد شاه عباس، به وسیلهٔ یک پل به شهر وصل می‌شد.
از آن پس شاهان دیگری چون شاه عباس دوم، آقا محمدخان قاجار، فتحعلیشاه و ناصرالدین شاه نیز به بارفروش آمدند تا در رؤیای بهشت عدن و باغ ارم دیگری چند روزی در جزیره و دریاچهٔ گل‌های نیلوفر بحر ارم (نامی که گویند از عهد فتحعلیشاه رایج شد) به شکار و عیش و نوش بپردازند. از آن سو جزیره بحر ارم می‌توانست امن‌ترین نقطه برای کاخ شاهی و مقر حکومتی بارفروش باشد.
کاخ شاه عباس در اواخر دوره فرمانروای خاندان زند مخروب و متروک شد. آقا محمدخان قاجار در جنوب جزیره کاخ دیگری بنا نهاد. چندی بعد فتحعلیشاه قاجار آن عمارات رفیع و فضاهای وسیع عهد شاه عباس را تعمیر نمود، اما از قرار معلوم تأثیر این مرمت دیری نپایید، چنان‌که وقتی چارلز استوارت سیاح در ۱۷۳۵ میلادی و مدتی بعد ملگنوف به بحر ارم پا می‌نهند آن را خرابه‌ای بیش نمی‌یابند.
کاخ شاه آقامحمدخان قاجار به عهد ناصرالدین شاه تعمیر شد، اما اواخر عهد قاجاریه آب دریاچه رو به نقصان نهاد و به تدریج به صورت باتلاق درآمد به ویژه ضلع شرقی آن با جزیره هم سطح و هموار شد.
در سال ۱۳۱۰ به دستور دولت رضاخان بقیهٔ بخش‌های دریاچه خشک و هموار شد تا پس از این بخشی از شهر بابل را تشکیل دهد. امروزه ضلع شمالی دریاچه را محله بحر ارم (یا دزدکه چال، چنان‌که در برخی منابع نسبتاً متاخر نیز آمده‌است) شرقی و غربی، ضلع غربی آن را پارک شهید شکری، بازار روز و پایانه جنوب و ضلع جنوبی آن را روستای ملاکلا تشکیل می‌دهد.
رضاشاه پهلوی در وسط همین جزیره‌ای که از عهد شاه عباس اول صفوی به بعد محل تفرج و شکار شاهان و شاهزادگان و حکام این شهر بوده، کاخی بسیار زیبا بنیان نهاد. کاخی دو طبقه با اتاق‌ها و تالارهای متعدد که مزین به گچبری‌های بسیار زیبا هستند. این کاخ در سال ۱۳۶۲ به دانشگاه علوم پزشکی بدل شد.
برج دیدبانی کاخ بابل: 

این برج در دورهٔ پهلوی در کاخ بابل ساخته شد.
 پل محمدحسن خان: 

پلی قدیمی مربوط به سده ۱۲ خورشیدی بر روی رودخانه بابلرود شهرستان بابل استان مازندران می‌باشد.
این پل از آثار دوره قاجاریه است که به جای پل قدیمی‌تری ساخته شده‌است. به نوشته تاریخ بیهقی، در دوره غزنوی در این محل پلی چوبی وجود داشته‌است، که به نوشته تاریخ طبرستان ابن اسفندیار، بعدها به دستور نصیرالدوله شاه غازی (۵۵۸-۵۳۶ ه‍. ق) «زر به خروارها ریخته شد و پارو در میان زد و … پلی از خشت و آهک بنا کردند».
این پل در ۲ کیلومتری مرکز شهر بابل و در جنوب قرار دارد و اطراف آن متشکل از ۵ محله شامل شهرک شهید چمران، شهرک فرهنگیان، محله سرپل محمدحسن‌خان بخش دو و سه و محله سرپل محمدحسن‌خان بخش مرکزی است.
در اوایل حکمرانی کریم‌خان زند، به سال ۱۱۴۶، محمدحسن‌خان قاجار جد آغامحمدخان قاجار، که شهر بارفروش (شهر بابل فعلی) و سایر نقاط مازندران را تصرف کرده و در جنگ بر کریم‌خان زند پیروز شده‌بود به پاس قدردانی از مردم بابل، با صرف هزینه ۱۲۰۰۰ تومان بر روی رودخانه بابل پل بزرگی احداث کرد که تا امروز باقی‌مانده و به پل محمدحسن‌خان معروف است. این پل دارای هفت چشمه (طاق) اصلی و دو چشمه فرعی است که ارتفاع آن از بستر رودخانه ۱۱ متر است. این پل با طول ۱۴۰ متر و عرض ۶ متر، یکی از پل‌های مهم استان از نظر مسائل اقتصادی و ارتباطی به‌شمار می‌آید.
تا سال ۱۳۴۳ ارتباط بابل و آمل از طریق همین پل ممکن بود تا اینکه در همین سال راه جدیدی که از سوی غرب شهر آغاز می‌شد ساخته شد، اما با این که سالیان زیادی از قدمت این پل می‌گذرد کماکان پابر جاست و ماشین‌های سنگین از آن عبور می‌کنند، که این امر با خود انتقادهایی را هم به دلیل صدماتی که می‌تواند به این اثر ملی وارد کند به همراه داشته‌است.
به همین منظور و به دلیل قابلیت عبور تنها یک باند سواره‌رو و ترافیک سنگین بر روی پل محمدحسن‌خان و به دلیل حجم ترافیک سنگین در محور قدیم بابل به آمل چندی پیش معاونت ساخت و توسعه راه‌های وزارت راه و ترابری تصمیم به ایجاد پلی بتنی یک‌طرفه در کنار پل قدیمی موجود گرفت، که اکنون در حال استفاده می‌باشد.
این پل بزرگ‌ترین راه ارتباطی بخش‌های بندپی شرقی و بندپی غربی شهرستان بابل نیز می‌باشد.
این پل پیش از این یک‌بار به وسیلهٔ رضاشاه پهلوی مرمت شده‌است.
یکی از موارد شاخص این پل معماری صفوی بنا و استفاده از سفیده تخم‌مرغ (البته به گفته برخی زرده تخم‌مرغ و ساروج) در ساخت آن است.
این اثر در تاریخ ۲۲ اردیبهشت ۱۳۵۶ با شمارهٔ ثبت ۱۴۱۴ به‌عنوان یکی از آثار ملی ایران به ثبت رسیده‌است.
 موزه بابل: 

موزه بابل موسوم به گنجینه بابل به عنوان تنها موزه مردم‌شناسی مازندران در ساختمان شهرداری سابق شهر بابل واقع شده‌است.پشت موزه عمارت تاریخی آقاجان نسب با قدمتی بیش از ۱۵۰ سال که توسط بخش خصوصی به مرکز فرهنگی هنری پذیرایی تغییرکاربری پیدا کرده
ساختمان این موزه در سال ۱۳۰۷ به عنوان بلدیه یا شهرداری بنا شده بود.
این ساختمان در سال ۱۳۷۴با کاربری فرهنگی در اختیار میراث فرهنگی مازندران قرار گرفت و پس از احیا، مرمت و بازپیرایی در بهمن سال ۱۳۷۵به عنوان موزه بابل افتتاح شد.
این موزه با بخش‌های باستان‌شناسی، مردم‌شناسی و چوب به مدت ۴ سال دایر بود و در سال ۱۳۷۹با مرمت اساسی شیروانی و زیرزمین آن در سال ۱۳۸۲به عنوان تنها موزه مردم‌شناسی مازندران شروع به کار کرد.
موزه بابل به بخش‌های باستان‌شناسی، مردم‌شناسی و یادمان‌های چوبی تقسیم می‌شود.
بخش باستان‌شناسی شامل آثاری از دوره‌های پیش از تاریخ و اسلامی در یک اتاق و دو سالن در معرض دید است.
از قدیمی‌ترین آثار دوران پیش از تاریخ این موزه ظروف سفالی قرمز رنگ منقوش اسماعیل‌آباد متعلق به هزاره پنجم پیش از میلاد است. همچنین سفال‌های منقوش هزاره چهارم و سوم پیش از میلاد از تپه حصار دامغان، سیلک کاشان و شوش را می‌توان در این موزه دید. ویترینی نیز به سفال خاکستری رنگ داغ‌دار تورنگ تپه و ظروف خاکستری مازندران در اواخر هزاره سوم و اواخر هزاره دوم پیش از میلاد اختصاص دارد. در یکی از سالن‌ها اشیایی از اواخر هزاره دوم و اوایل هزاره اول پیش از میلاد تا دوره پارت و ساسانی موجود است. این آثار شامل مجسمه‌های سفالی، مفرغی، جنگ‌افزارهای مفرغی و ظروف سنگی است. بیشتر این اشیا از مناطق باستانی مازندران مانند بهشهر، ساری، قائم شهر، نکا و نور به‌دست آمده و بیانگر تمدن دیرپای مناطق باستانی خطه شمال است.
سالن دوم موزه نیز به ارائه آثار اسلامی اختصاص یافته و آثاری چون ظروف سفالی لعاب‌دار از قرن سه تا ده هجری، آبگینه در اشکال تنگ، صراحی، پیاله و … است. زیورآلات هزاره اول پیش از میلاد و دوره اسلامی نیز در این موزه در معرض دید قرار دارند.
بخش مردم‌شناسی موزه شامل یک تالار نسبتاً وسیع است و آثار موجود در آن عموماً مربوط به زندگی اقوام خاصی نیست: وسایل کشاورزی، پوشاک مازندران، گیلان، ترکمن، چادر شب بافی زنان مازندران، صنایع دستی زنان ترکمن‌صحرا و صنایع دستی کارگاه میراث فرهنگی کشور اعم از زری بافی و سفال‌گری در این بخش به نمایش گذاشته شده‌است.
یک سالن از این موزه به یادمان‌های چوبی مازندران اختصاص یافته‌است و در، پنجره، قسمت‌هایی از کتبیه و تزیینات صندوق مزار بقاع متبرکه این سامان در انواع منبت، مشبک و قاب و گره را در خود جای داده‌است. قدیمی‌ترین اثر این بخش کتیبه صندوق مزار بقعه متبرکه امامزاده علی (ع) روستای سوادکوه با تاریخ ۸۳۳ هجری قمری است. دو لنگه در چوبی منبت کاری شده کتیبه دار متعلق به بقعه متبرکه شاهزاده رضا (ع) روستای لدر بندپی شرقی بابل نیز از اشیای با ارزش این مجموعه‌است.
این موزه که در قدیم ساختمان شهرداری بوده٬تن‌ها موزه مردم‌شناسی استان مازندران می‌باشد. در این موزه بسیاری از وسایل چوبی قدیمی٬وسایل کشاورزی اقوام مختلف٬کوزه‌های سفالی و حتی مجسمه‌های قدیمی را می‌توان در این موزه مشاهده کرد.
 ساختمان شهربانی: 

این ساختمان در بخش مرکزی شهرستان بابل قرار دارد که یک بنای بسیار قدیمی است و به ساختمان شهرداری تبدیل شده‌است.
 تپه عیسی کتی: 

این تپه که مربوط به دوران تاریخی پیش از اسلام می‌باشد در میربازار بابل بنا شد.
 ساختمان پست: 

این ساختمان به دستور هادی روحانی (امام جمعه سابق بابل) در سال ۱۳۷۷ تخریب شد.
 مجموعه بناهای نجفی: 

این بنای تاریخی مربوط به دورهٔ پهلوی اول در شهرستان بابل می‌باشد و در روستای نقیب کلاً ثلاث از توابع بخش مرکزی شهرستان بابل واقع شده‌است.
 بازار ماهی فروشها: 

این بازار قدیمی در بخش مرکزی شهرستان بابل واقع شده‌است.
 آرامگاه زین العابدین: 

این آرامگاه از بناهای دورهٔ قاجار در بخش مرکزی شهرستان بابل می‌باشد.
 بنای طاهر مطهر: 

این بنا مربوط به دوری قاجاریه می‌باشد که در بخش لاله آباد شهرستان بابل واقع شده‌است.
 آرامگاه درویش علم بازی: 

این مقبره در بخش مرکزی شهرستان بابل و پشت آرامگاه معتمدی بابل قرار دارد.
 تپه بنگرکلا: 

این تپه در روستای بنگرکلا، بخش گتاب شهرستان بابل قرار دارد.
 پارک پردیس بابل: 

این پارک قدیمی در روستای متی کلا شهرستان بابل قرار دارد.
 تپه قلعه کتی احمدکلا: 

این قلعه در روستای احمدکلا در بخش بندپی شرقی شهرستان بابل قرار دارد.
 تپه کوتر دین: 

تپهٔ کوتر دین مربوط به دوران پیش از اسلام در شهرستان بابل است. این تپهٔ تاریخی در روستای کوتر دین شهرستان بابل قرار دارد و از آثار ملی ایران می‌باشد.
 سردر دانشگاه علوم پزشکی بابل: 

این بنا در دورهٔ پهلوی در بخش مرکزی شهرستان بابل ساخته شد.
 مجموعه ابوالحسن کلا: 

این مجموعه در روستای ابوالحسن کلا، بخش مرکزی شهرستان بابل قرار دارد.
 تپه کپور چال: 

این تپه در روستای کپورچال واقع در بخش مرکزی شهرستان بابل قرار دارد.
 مقبره حاج شیخ موسی: 

این آرامگاه در ییلاق شیخ موسی در بخش‌بند پی شرقی شهرستان بابل قرار دارد.
تپه پایین دین کتی رمنت: 

این تپه که مربوط به دوران پس از اسلام می‌باشد در روستای رمنت واقع در بخش مرکزی شهرستان بابل قرار دارد.
 حمام قدیم میرزا یوسف: 

این حمام در دوره صفوی در شهرستان بابل ساخته شده‌است. این بنا در صبح جمعه دوم دی ماه ۱۳۹۰ خورشیدی توسط نیروهای شهرداری
بابل تخریب گردید که با دخالت دیرهنگام سازمان میراث فرهنگی و پلیس، تخریب آن متوقف گردید اما بخش اعظم بنا به جز گنبد آن تخریب شده بود.
 کهنه حمام روستای پایین کروکلا: 

این حمام قدیمی در روستای پایین کروکلا بخش لاله آباد بابل واقع شده و از آثار باقی‌مانده دوران قاجاریه می‌باشد که به دستور کربلایی فضل اله
از بزرگان آندوران این منطقه برای اهالی روستا و روستاهای مجاور از جمله اهالی روستای امین آباد که چسبیده به روستای کروکلا می‌باشد، ساخته شده‌است.
 آرامگاه سید کبیر: 

این آرامگاه که در بخش مرکزی شهرستان بابل قرار دارد از بناهای دورهٔ قاجار در این شهرستان می‌باشد. این آرامگاه از آثار ملی ایران است.
 سقاخانه شیاده: 

این سقاخانه که از بناهای تاریخی شهرستان بابل است در روستای شیاده و در بخش بندپی غربی قرار دارد === بنای هفت === این بنا در زمان قاجار در شهر بابل ساخته شد.
 آرامگاه ملا محمد شهرآشوب: 

این بنا که در دورهٔ قاجار در شهرستان بابل ساخته شده‌است٬در روستای بنگرکلا در بخش گتاب شهرستان بابل قرار دارد.
 تکیه کبریا کلا: 

این تکیه که در دورهٔ قاجار در شهرستان بابل ساخته شد، در روستای کبریاکلا واقع در بخش بابل کنار شهرستان بابل قرار دارد.
 حمام نمودار کلا: 

این حمام که در بخش لاله آباد شهرستان بابل قرار دارد از آثار دوره قاجار در شهرستان بابل است و توسط سازمان میراث فرهنگی به ثبت رسیده‌است.
 امامزاده هفت تن: 

این مقبره از بناهای دوره قاجار درشهرستان بابل می‌باشد. این بنای تاریخی که از آثار ملی ایران می‌باشد در بخش مرکزی شهرستان بابل قرار دارد.
 تپه دینه سر پایین رمنت: 

این تپه از آثار دوران تاریخی پیش از اسلام در روستای رمنت واقع در بخش مرکزی شهرستان بابل است.
 گنبد سرست: 

این گنبد تاریخی در روستای سرست، بخش بندپی شرقی شهرستان بابل قرار دارد.
 قلعه کتی ابوالحسن کلا: 

این قلعه در روستای ابوالحسن کلاً و بخش مرکزی شهرستان بابل قرار دارد.
 مسجد چهار سوق: 

این مسجد تاریخی از آثار دورهٔ قاجار در شهرستان بابل می‌باشد.
 حمام پیجاکلا: 

این حمام که در از آثار دورهٔ قاجار در شهرستان بابل می‌باشد، در بخش لاله آباد شهرستان بابل قرار دارد.
 تپه چمازکتی: 

این تپه که از بناهای قبل از اسلام در بابل می‌باشد، در میربازار بابل واقع شد.
عمارت تاریخی آقاجان نسب :خانه تاریخی آقاجان نسب
با قدمت تاریخی ۱۵۰ سال از معدود بنا هایی تاریخی دوران قاجار شهر میباشد . و مرکز فرهنگی پذیرایی و خدماتی است . این بنا زیبا توسط بخش خصوصی مرمت شده . و جزء زیبا ترین بناها استان میباشد .